# Owen King
Owen King (ur. 21 lutego 1977 w Bangor w stanie Maine) − amerykański wykładowca i pisarz literatury grozy. Młodszy syn znanego amerykańskiego autora powieści grozy Stephena Kinga i Tabithy King. 
Wychował się w Bangor, w 1999 roku ukończył Vassar College w Poughkeepsie (stan Nowy Jork), a w 2002 Uniwersytet Columbia. Jest nauczycielem akademickim, kierunek: kreatywne pisanie. Obecnie mieszka na Brooklynie w Nowym Jorku. 
Według branżowego serwisu PopMatters debiutancki zbiór opowiadań jest jedną z najlepszych książek wydanych w Stanach Zjednoczonych w 2005. We wrześniu 2017 ukazała się powieść Śpiące królewny, którą napisał wraz z ojcem.

## Twórczość
Zbiory opowiadań:
- Who can save us now (2008)
- Jesteśmy w tym wszyscy razem (We're All in This Together, 2005; wyd. polskie „Prószyński i S-ka”, 2005)

Powieści:
- Double Feature (2013)
- Śpiące królewny (Sleeping Beauties, 2017; wyd. polskie „Prószyński i S-ka”, 2017) - napisana wspólnie ze Stephenem Kingem